# Hydroleaceae
Hydroleaceae é uma família de plantas angiospérmicas (plantas com flor - divisão Magnoliophyta), pertencente à ordem Solanales.

A ordem à qual pertence esta família está por sua vez incluida na classe Magnoliopsida (Dicotiledóneas): desenvolvem portanto embriões com dois ou mais cotilédones.
No Brasil a família é representada por seis espécies, sendo Hydrolea spinosa a mais comum. Essa espécie é uma erva ou um pequeno arbusto com espinhos esparsos e flores azuis ocorrendo em áreas alagadas de todo o Brasil. Ocasionalmente H. spinosa se comporta como espécie invasora de culturas em grandes plantações. 
Hydrolea foi tradicionalmente reconhecido entre a família das hydrophyllaceae, contudo, em trabalhos recentes em filogenia, foi proposta a inclusão das hydrophyllaceae em boraginaceae, exceto pelo gênero Hydrolea. Considerando isto, tem sido aceito o reconhecimento de hydrolea em uma família a parte contendo um único gênero.

## Etimologia
Prefixo Hydro, do grego, que quer dizer água. Hydroleas possuem afinidade com a água, por serem encontradas em ambientes úmidos, próximos a rios e lagos.

## Morfologia
Variam de ervas perenes ou raramente anuais, a arbustos, geralmente armados. 

Folhas alternas, simples, sem estípulas, margem inteira. 

Inflorescência axilar ou terminal, cimosa, raramente reduzida a uma única flor.

Flores vistosas, bissexuadas, actinomorfas ou ligeiramente zigomorfas, diclamídeas.Cálice pentâmero, gamossépalo, prefloração imbricada. Corola pentâmera, gamopétala, prefloração imbricada. Estames em numero igual ao das pétalas, epipétalos, anteras rimosas. Ovário súpero, bicarpelar, bilocular, placentação axial, placentas bipartidas, com muitos óvulos por lóculo, estiletes terminais, livres entre si.

Fruto capsula loculicida, septicida ou com deiscência irregular.

A espécie Hydrolea spinosa, como salientado por Melo et al. (2008) é morfologicamente semelhante à Hydrolea elatior Schott, da qual se distingue principalmente por apresentar ramos amarronzados, viscosos, com tricomas hirsuto-glandulares, geralmente espinescentes, bem como pela coloração da corola, azul ou púrpura, e pela cápsula ovóide.

## Distribuição
Hydroleaceae possui distribuição pantropical, ou seja, cobre as regiões tropicais do continente asiático, africano e Américas. Inclui um único gênero, Hydrolea, com aproximadamente 10 espécies. No Brasil a família é representada por apenas seis espécies, sendo Hydrolea spinosa a mais comum. 
Distribuição geográfica: 
- Norte (Acre, Amazonas, Amapá, Pará, Roraima, Tocantins).
- Nordeste (Alagoas, Bahia, Ceará, Maranhão, Paraíba, Pernambuco, Piauí, Rio Grande do Norte, Sergipe).
- Centro-oeste (Distrito Federal, Goiás, Mato Grosso do Sul, Mato Grosso).
- Sudeste (Espírito Santo, Minas Gerais, Rio de Janeiro, São Paulo).
- Sul (Paraná, Rio Grande do Sul, Santa Catarina).

Domínios Fitogeográficos: Amazônia, Caatinga, Cerrado, Mata Atlântica, Pantanal.

Tipo de vegetação: Área antrópica, campo de várzea, campo limpo, floresta ciliar ou galeria, floresta ombrófila (= floresta pluvial), savana amazônica.

## Potencial ornamental
A espécie Hydrolea spinosa, pelo porte apresentado, pode ser utilizada como ornamental. A mesma apresenta flores diminutas com coloração violácea e folhas com tricomas glandulares brilhosos, conferindo-a destaque especial. Pode ser também uma espécie melífera, pois se tem observado indivíduos de abelhas visitando suas flores (Zanella, 2003).

## Caracteres adaptativos
A Hydrolea spinosa é um arbusto perene, espinhoso e viscoso, chegando até a tornar-se pegajoso, com pelos que cobrem toda a planta, possui espinhos fortes e ascendentes. No Brasil ocorre em praticamente todos os estados, o que demonstra sua grande capacidade de adaptação. Na Caatinga cresce no leito arenoso ou margens de rios temporários, vegetando em ambientes alagados ou inundados temporariamente, como também em locais com solos drenados, ou seja, a planta está adaptada para o comportamento anfíbio.

## Reprodução
Ovário súpero, globoso, glabro, pluriovulado, estilete 2, pelos glandulares na base, estigma indiviso. Cápsula globosa; sementes pequenas e numerosas, com tegumento fino, com sete estrias longitudinais bem salientes.
Possui reprodução por sementes, plântula com hipocótilo cilíndrico, verde-palido e glabro. Folhas cotiledonares lanceoladas, semi-carnosas (Nash, 1979; Bacchi et al., 1984; Barroso, 1991).
Em Hydrolea elatior Schott, as flores e frutos podem ser observadas em novembro e dezembro. Já Hydrolea spinosa, as flores são observadas de janeiro a abril e em novembro e dezembro. Os frutos são observados em janeiro.

## Importância econômica
Santos et al. (2002, 2004) citam Hydrolea spinosa como espécie forrageira para bovinos na Sub-Região da Nhecolândia, no Pantanal, apresentando conteúdos médios de proteína bruta (PB), fibra em detergente ácido (FDA), fibra em detergente neutro (FDN) e lignina (LIG). Cattto et al. (2008) observou que tal espécie é encontrada com outras espécies em pastagem nativa para gado, sendo esta encontrada durante a estação seca e chuvosa. Segundo Santos et al. (2002) os animais recorrem a determinadas espécies vegetais, sempre na tentativa de suprir suas necessidades nutricionais durante a estação seca. No período de seca, as rebrotas de Hydrolea spinosa, presentes principalmente em depressões úmidas do terreno e em campos sazonalmente alagáveis, são intensamente consumidas (folhas) pelo veado-campeiro (Ozotoceros bezoarticus (Lacerda, 2008).
Também tem sido usado medicinalmente, no caso de gangrena, tumores, e como anti-inflamatório.

## Conservação
As espécies de Hydroleaceae são consideradas ervas daninha, principalmente em regiões de grandes plantações.                                                                                                                                Considerando que tal família é muito presente em todas as regiões e possui caracteres adaptativos bastante maleáveis, pode-se supor que não há riscos de espécies pertencentes a esta família serem extintas. Elas estão vastamente presentes em campos de criação de gado, o que mostra também sua grande capacidade de reprodução.

## Gêneros
Hydroleaceae é considerada uma família a parte, sendo assim reconhecida por possuir apenas um gênero, Hydrolea L., com três espécies:
Hydrolea elatior Schott, Hydrolea palustris (Aubl.)Raeusch., Hydrolea spinosa L.  
Sendo esta última a mais conhecida e estudada entre elas.